# A Love Supreme
A Love Supreme er et jazzalbum, indspillet af John Coltranes kvartet d. 9. december 1964 i Rudy van Gelders studier i Englewood Cliffs, New Jersey og udgivet på pladeselskabet Impulse!. Pladen indtager en position som en af de vigtigste jazzudgivelser nogensinde.

## Besætning
- John Coltrane, tenorsaxofon
- McCoy Tyner, klaver
- Jimmy Garrison, bas
- Elvin Jones, trommer

## Spor
1. Part 1: Acknowledgement – 7:47
2. Part 2: Resolution – 7:22
3. Part 3: Pursuance – 10:45
4. Part 4: Psalm – 7:08